# デレク・ショーヴィン
デレク・マイケル・ショーヴィン（Derek Michael Chauvin、1976年3月19日 - ）は、ミネソタ州ミネアポリスでのジョージ・フロイドの殺害で有罪判決を受けたアメリカの元警察官である。ショーヴィンと他の3人の警察官による逮捕が遂行された際、ジョージ・フロイドが手錠をかけられ、路上でうつぶせになっている間にショーヴィンはフロイドの首にほぼ8分間ひざまずいた。頸部圧迫による窒息によりフロイドは死亡した。翌日、彼はミネアポリス警察によって解雇され、後に第2級(不作為の)殺人罪、第3級殺人罪、および第2級過失致死罪で起訴された。この事件は世界中で黒人への差別問題について一連の抗議を引き起こした。

## 初期の人生と教育
ショービンは1976年に生まれた。彼の母親は主婦で、父親は公認会計士であった。7歳のとき、彼の両親は離婚し、彼の共同監護権を与えられた。  
ショービンはミネソタ州コテージグローブの パークハイスクールに通っていたが、卒業せず、後に一般教育開発証明書を取得した。  彼はダコタ郡技術専門学校で調理コースを受講し、コックとして働いていた。彼は1996年から2004年まで米国陸軍予備役に所属し、1996年から2000年の間に軍警察で2期働いた。その間、彼は1995年から1999年までインバーヒルズコミュニティカレッジにも通い、その後メトロポリタン州立大学に編入し、2006年に法執行機関の学士号を取得した。   

## 経歴
ショーヴィンは、19年間のミネアポリス警察に在籍していた。2006年、彼にショットガンを向けてきた容疑者に発砲した数人の警官の1人であり、2008年にはピストルでドアを破壊した。2008年に彼は表彰メダルを受賞し、2009年にはギャングのメンバーのグループを独力で逮捕した。  
ショーヴィンの公式記録には18件の苦情があり、そのうち2件は公式の懲戒書簡を含む懲戒処分に終わった。彼は3回の警察の発砲に関与しており、そのうちの1つは致命傷を残すものであった。ショービンはセキュリティとして、ジョージフロイドは同じナイトクラブに警備員として働いていたが、互いを知っているかどうかは定かではなかった。  

## ジョージ・フロイドの殺害
2020年5月25日、ショーヴィンは、市場で偽造の $ 20紙幣を使用した疑いでジョージ・フロイドを逮捕した4人の警官の1人であった。 ショービンは、現役の最初の週にいた他の2人の関与した警官の指導役であった。近くの企業の防犯カメラ映像は、フロイドが逮捕に抵抗していることを示していなかった。刑事訴状は、 ボディーカメラの映像に基づいて、フロイドはパトカーの外に立っている間は息ができないと繰り返し述べ、車に乗ることに抵抗して転倒したと述べた。彼は地面に顔を伏せた。 フロイドが手錠をかけられ、路上でうつぶせに横たわっていた間、ショーヴィンはフロイドの首にほぼ8分間ひざまいた。ショービンがフロイドの首に膝を置いた後、フロイドは繰り返し「 息ができない 」、「ママ」、「プリーズ」と言った。しばらくの間、他の2人の警官がフロイドの背中にひざまずいた。最後の二分間ではフロイドは動きがなく、また脈もなかった。  
何人かの傍観者が後に広く配信されて拡散されるビデオを撮影し、ショーヴィンと他の3人の警官は翌日に解雇された。 特定の状況下ではミネソタ州では膝から首への拘束が許可されているが、ショーヴィンのこの方法での拘束は、法執行の専門家によって過度であると広く批判されている。6月23日、ミネアポリス警察のメダリアアラドンド警察長官は、 ショービンは位置窒息の危険性について訓練を受けており、フロイドの死を殺人として特徴づけたと述べた。  

### 殺人罪
ショーヴィンは2020年5月29日に逮捕された。ヘネピン郡の弁護士マイク・フリーマンは、 第3級殺人と第2級過失致死の罪で彼を起訴した。ミネソタ州の法律では、第3級殺人は殺害する意図なしに他人の死を引き起こすが「悪意をもって、人命を軽視し」と定義されている。 第2級過失致死も殺害する意図を意味するものではないが、加害者が深刻な危害や死の「正当化できないリスク」を生み出したことを意味する。 
5月31日、ミネソタ州司法長官のキース・エリソンが、ティム・ウォルズ知事の要請により訴訟を引き継いだ。 6月3日、エリソンはショーヴィンに対する告発を修正し、重罪殺人の法理に基づく意図しない第2級殺人を含め、第3級暴行の過程でショーヴィンがフロイドを殺害したと主張した。ミネソタ州の判決ガイドラインはこの容疑の有罪判決に12.5年の懲役刑を定めている。ショーヴィンの保釈金は条件無し保釈で125万ドル、条件付き保釈で100万ドルに設定された。ショーヴィンが逮捕される前に、彼の弁護士と検察官は、州と連邦の両方の起訴をカバーするために司法取引を交渉したが失敗した。さらにエリソンは保釈金を100万ドルに設定して、第2級殺人を支援および教唆したとして他の3人の警官を起訴した。  
6月25日、ショーヴィンは第二級不作為殺人(unintentional murder)、第三級謀殺および第二級過失致死の罪で22.5年(270か月)の禁固刑を宣告された。  
ラムジー郡刑務所の8人の刑務官は、ミネソタ州人権局に刑務所の監督者の差別行為に対する申し立てを提出した。ショーヴィンが州刑務所に移送される前の短い滞在期間中、ショーヴィンが収容されていた5階では非白人の看守が働くことが許されなかったと彼らは訴えている。また、看守の一人は白人の上官がショーヴィンのベッドに座り、ショーヴィンに彼女の携帯電話を使うことを許可しているのを目撃したとも訴えている。
2023年11月24日、ショーヴィンが刑務所内で別の収容者に刺され、病院に搬送された。救命措置が施され、命に別条はないという。

## 私生活
ショーヴィンは2018年の「ミセス・ミネソタ」というミネソタ州の美容コンテストで競ったラオスの移民と結婚した。彼女は彼がフロイドの死で逮捕される前日に離婚を申請した。    
彼に対する殺人料に続いて、ショーヴィンと彼の妻は、脱税の複数の重罪カウントで起訴された 2014年から2019年に伝えられるところでは詐欺的な納税申告に関連した ワシントン郡検察庁は2020年7月22日に、ショービンと彼の妻が共同収入を合計で464,433ドル過少報告したことを発表した。これには、ショーヴィンの非番の警備活動による95,000ドル以上が含まれる。訴状はまた、2018年にミネソタ州で購入した10万ドルのBMWに適切な売上税を支払わなかったこと、ショーヴィンの妻の事業からの収入を宣言できなかったこと、賃貸住宅の控除が不適切に会計処理されたこと、そして「安かったために居住地をフロリダに変更したこと」も主張している。

## その他
Derek Chauvinの日本語カナ表記はデレク・チョービン、デレック・チョーヴィン等がある。BBCでは当初同僚警官たちの発音を元にチョーヴィンと表記したが、その後担当弁護士の発音に倣ってショーヴィンに改めた。